# Vladislav Tretjak
Vladislav Aleksandrovitsj Tretjak (Russisch: Владислав Александрович Третьяк) (Oblast Moskou, 25 april 1952) is een Sovjet-Russisch ijshockeydoelman.
Tretjak wordt gezien als een van de beste ijshockeydoelmannen aller tijden.
Tretjak won tijdens de Olympische Winterspelen 1972, Olympische Winterspelen 1976 en Olympische Winterspelen 1984 de gouden medaille en in Olympische Winterspelen 1980 de zilveren medaille. In die finalegroep werd Tretjak na 1 periode gewisseld tegen de VS. Dit zou later de grootste fout blijken die de bondscoach ooit heeft gemaakt. Zie ook: Miracle on Ice.
Tretjak was in 1976 en 1984 de vlaggendrager voor de Sovjet-Unie tijdens de openingsceremonie.
In totaal werd Tretjak tienmaal wereldkampioen.
In 1983 wide Tretjak gaan spelen voor de NHLclub Montreal Canadiens, deze overgang werd door de Sovjet-autoriteiten geblokkeerd. Een jaar later beëindigde Tretjak zijn carrière.
Gedurende zijn gehele carrière speelde Tretjak voor HC CSKA Moskou.